# Kolej aglomeracyjna w Bergen

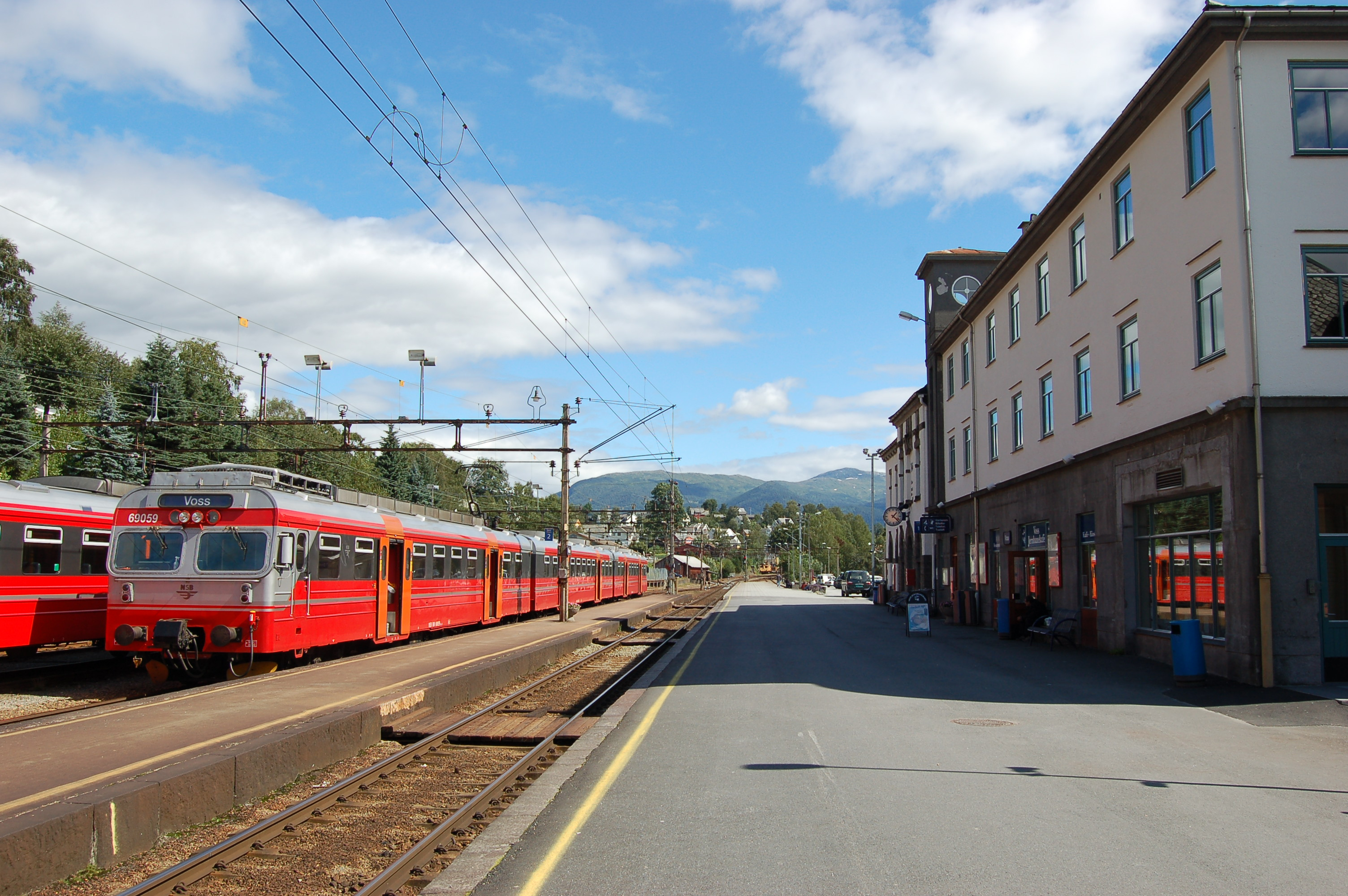
SKM na stacji w Voss

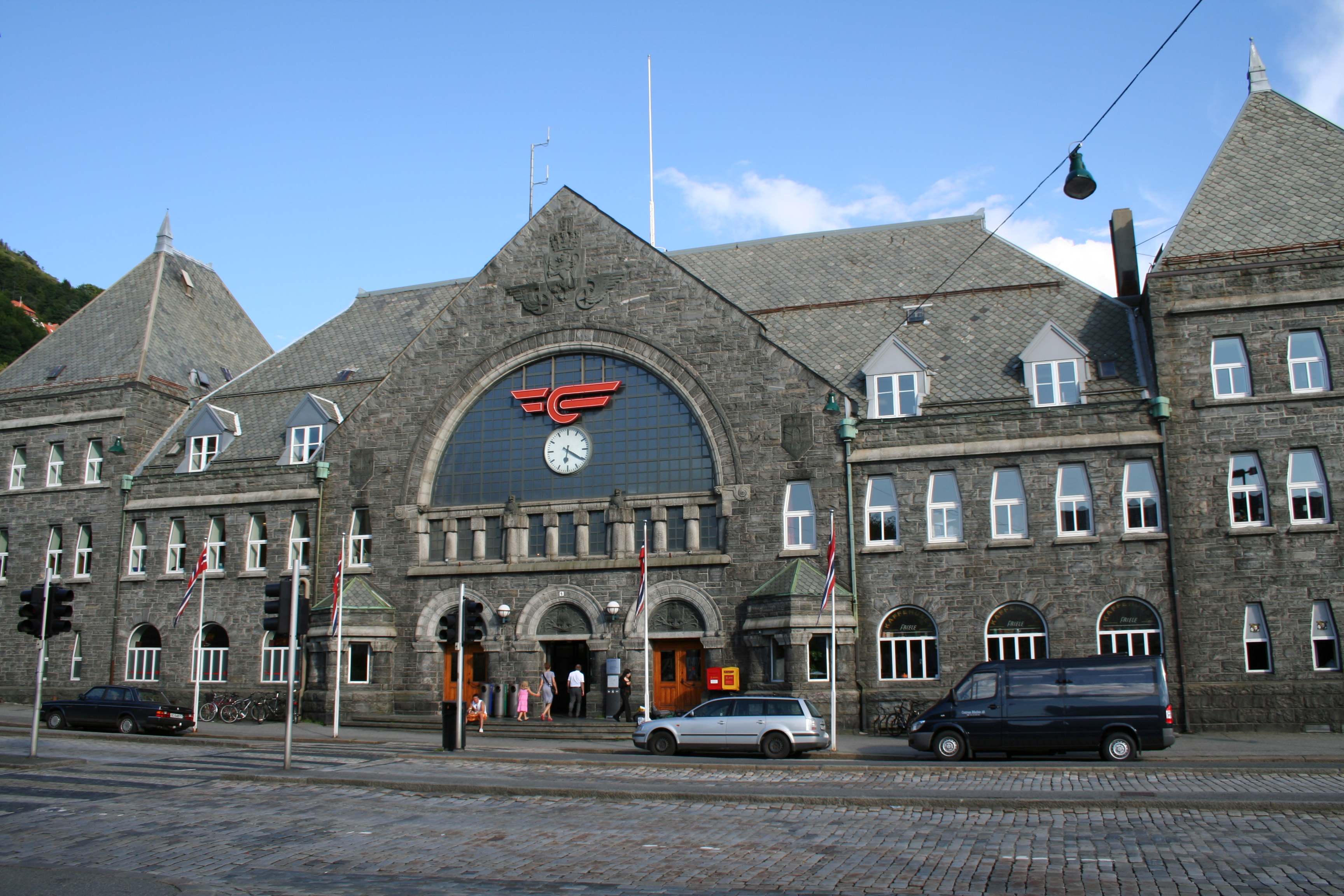
Końcowa stacja kolei w Bergen

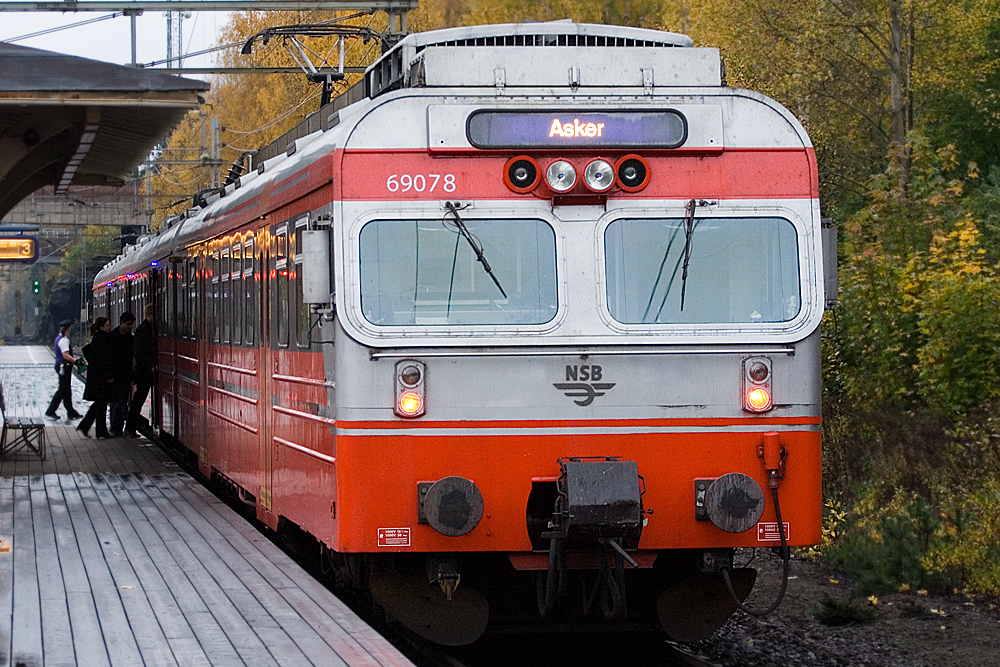
Jednostka Type69 obsługująca kolej

Kolej aglomeracyjna w Bergen, zwana również Vossebanen – kolej obsługująca Bergen i stacje na linii Bergensbanen. Łączy miasto z Myrdal, Arna i Voss.

## Przebieg
Na odcinku między Bergen a Arna kolej przebiega tunelem pod górą Ulriken o długości 7670 m. Serwis składa się z dwóch linii – druga nie obsługuje stacji Arna i Dale. W Myrdal znajduje się odnoga Flåmsbana.
Na linii znajdują się następujące stacje. (tłustym drukiem zaznaczono stacje przesiadkowe na kolej dalekobieżną):
| - Bergen - Arna - Takvam - Trengereid - Bogegrend - Vaksdal - Stanghelle - Dale - Bolstadøyri - Jørnevik - Evanger - Seimsgrend - Bulken - Voss | - Voss - Gjerdåker - Ygre - Kløve - Urdland - Øyeflaten - Skiple - Reimegrend - Volli - Eggjareid - Mjølfjell - Ljosanbotn - Ørnberget - Vieren - Upsete - Myrdal |

## Ruch pasażerski
Na linii pociągi kursują w takcie godzinnym w godzinach szczytu a w dwugodzinnym w pozostałych porach dnia. Część pociągów zatrzymuje się tylko w Voss i Myrdal. Czas przejazdu linią wynosi 2 h 15 min.

## Użytkowanie kolei
W roku 2010 frekwencja na kolei wzrosła o 1 procent i wyniosła 1 402 000 podróżnych. Dla porównania kolej dalekobieżna między Oslo i Bergen na tej samej linii przewiozła w tym samym czasie 701 000 pasażerów.

## Historia
Kolej jest nierozłącznie związana z Bergensbanen, z której torowiska korzysta. Ruch lokalny na trasie do Voss rozpoczął się w roku 1935, a po otwarciu w roku 1940 kolei Flåmsbana, będącej jedną z największych atrakcji turystycznych, kolej z Bergen zaczęła obsługiwać stację w Myrdal w ruchu lokalnym.